# Vincenzo Licciardi
Vincenzo Licciardi (nascido em 27 de junho de 1965) é o chefe do Clã Licciardi e um dos principais líderes da Aliança Secondigliano, um sindicato do crime Camorra que opera tano em Nápoles, quanto na região em torno da Campânia. É também conhecido como "'o Chiatto" (Fatso).

## Biografia

### Início da carreira
Nascido e criado no subúrbio napolitano de Secondigliano, Licciardi pertencia a uma poderosa família Camorra há várias gerações. Seu pai era um conhecido guappo (gíria napolitana para “malandro”, “bandido”, etc) e chefe local na década de 1950. Em 1994, Licciardi tornou-se o regente do clã Licciardi, cujos baluartes tradicionais incluíam não apenas sua base no distrito de Secondigliano, mas também a Scampia, Chiaiano, Miano e San Pietro a Patierno. O clã foi anteriormente liderado por seu irmão, Gennaro Licciardi, apelidado de "a scigna" (o macaco), o qual morreu vítima de um envenenamento sanguíneo enquanto cumpria pena na prisão de Voghera, em 3 de agosto de 1994.
No entanto, uma prisão em meados dos anos 90 impediu-o de assumir o controle, impulsionando sua irmã Maria Licciardi para o topo como chefe do clã Licciardi e, portanto, chefe da Aliança Secondigliano, uma coalizão de clãs poderosos da Camorra que controla tráfico de drogas e extorsão contra lojistas em muitos subúrbios napolitanos. Sob sua liderança, a Aliança Secondigliano se tornaria a mais organizada, secreta, sofisticada e, consequentemente, a mais poderosa.

### Chefe Camorra
Após a prisão de sua irmã em 15 de junho de 2001, Licciardi assume como chefe supremo da Aliança Secondigliano, juntamente com Paolo Di Lauro e Edoardo Contini. Além do clã Licciardi como dominante, a aliança consistia nos clãs Contini, Di Lauro, Mallardo e Lo Russo. As guerras de gangue precedentes entre os muitos clãs da Camorra que constituíram a aliança levaram a um enfraquecimento severo da confederação, bem como a atenção policial indesejada em suas atividades. Como sua irmã, Vincenzo foi muito cauteloso e nunca usou o telefone para se comunicar com seus subordinados, usando apenas pequenas notas manuscritas criptografadas, semelhante ao Pizzini usado pelo chefe Corleone, Bernardo Provenzano. Ao longo de seu reinado, a principal atividade de Licciardi era o tráfico ilegal de roupas, que, devido a uma rede internacional sofisticada, também permitia a lavagem de dinheiro provenientes de outras atividades criminosas, como o tráfico de drogas e extorsão.

### Evasão da justiça
Licciardi tornou-se procurado pela polícia italiana em 2003, após ter cumprido um ano de prisão por uma condenação anterior. No ano seguinte, em julho de 2004, um mandado de prisão foi emitido contra ele por conspiração para cometer assassinatos e uma lista de outros crimes. Ele também foi adicionado à lista dos trinta fugitivos mais perigosos da Itália. Em 2005, um mandado internacional foi emitido e seu nome foi incluído no "programa especial de pesquisa" na direção da Polícia Criminal Central. Enquanto fugitivo, Licciardi conseguira fugir da captura em pelo menos três ocasiões, uma vez fugindo pela rede de esgotos. Vários avistamentos de Licciardi foram reportados no exterior, particularmente em Portugal, Espanha e França. Ele supostamente viajara para esses lugares a fim de manter contatos com o clã Magliari, que controla muitas das rotas de drogas na Europa.

### Captura
Após de cinco anos em fuga, Licciardi foi preso no dia 7 de fevereiro de 2008, em Cuma, perto da cidade de Nápoles. Ele foi encontrado escondido no apartamento de alguns parentes distantes, onde morava com a esposa. Durante sua prisão, ele se rendeu pacificamente e não ofereceu resistência. A detecção do esconderijo foi possível graças ao uso de tecnologias sofisticadas. A prisão de Licciardi ocorreu na mesma época em que ocorria uma grande varredura antimáfia na Itália e nos Estados Unidos. Esta grande operação, de codinome "Old Bridge" (pt: Ponte Velha), envolvia mandados de prisão emitidos contra um total de noventa mafiosos e membros da máfia de famílias italianas e norte-americanas, as quais controlavam o tráfico de drogas entre os dois lados do Atlântico.
Quando Licciardi foi levado para a prisão por policiais, houve um tumulto causado por seus parentes, assim como os parentes de diversos membros da Camorra, os quais causaram grandes momentos de tensão, gritando e empurrando todos. Após sua prisão, Licciardi foi sucedido por Gennaro Cirelli como chefe do clã.
Pietro Grasso, o promotor nacional antimáfia, comentou: "A prisão de Licciardi é outro sucesso na captura de fugitivos de clãs oponentes que estiveram envolvidos na rivalidade no Secondigliano nos últimos anos. Houve um avanço na destruição completa do clã que até hoje causam dezenas de mortes nas ruas de Nápoles. A captura de Licciardi, pela maneira brilhante como foi executada pela polícia, representa um passo à frente na luta contra a Camorra."

### Resultado
Em 15 de junho de 2008, sua irmã mais nova, Patrizia, e seu cunhado Eduardo Marano, conhecidos como "dinossauros" foram presos pelos Carabinieri e acusados de extorquir um empresário de Casoria. O empresário estava pensando em se suicidar e havia se queixado aos carabineiros da tentativa de extorsão. Os dois tinham sido controlados pelos policiais que foram presos depois, devido à colaboração do empreendedor.
Em 9 de julho de 2008, cinco meses após sua prisão, 44 pessoas ligadas ao clã Licciardi foram presas em um ataque da polícia de Nápoles. As 44 pessoas presas foram acusadas de conspiração para assassinato, tráfico de drogas, posse de armas, falsificação e tentativa de roubo agravado. Vincenzo Licciardi, que já estava na prisão na época, também foi acusado dos crimes mencionados. A blitz foi conduzida como resultado de investigações que levaram à prisão de Vincenzo Licciardi.
Um ataque antiCamorra também foi realizado pela Guardia di Finanza, em Nápoles, e na cidade vizinha de Frosinone, que confiscou propriedades, empresas comerciais, participações em empresas, apartamentos, prédios, terrenos, carros, motocicletas, com um valor total estimado de 300 milhões de euros. Como resultado dos ataques, a polícia implementou uma ordem de prisão preventiva pela acusação de Nápoles, a pedido da diretoria antimáfia local, contra Licciardi e várias organizações criminosas afiliadas que controlam o tráfico de drogas e extorsão em no norte de Nápoles.